# 山西省科学技术协会
37°51′27″N 112°32′14″E / 37.85751°N 112.53719°E
山西省科学技术协会，简称山西省科协，是中华人民共和国山西省科学技术工作者组成的专业性人民团体，是中国科学技术协会的地方组织，受中国共产党山西省委员会的领导。